# Черепаха чотириока
Черепаха чотириока (Sacalia quadriocellata) — вид черепах з роду Сакалія родини Азійські прісноводні черепахи.

## Опис
Загальна довжина карапаксу досягає 14,5—17,6 см. Голова велика, витягнута. Карапакс округлий з чітким кілем по середині. Пластрон середнього розміру.
Голова темна—коричнева або чорна без цяточок. За очима є 4 світлі плями з темним центром. Звідси походить назва цієї черепахи. Щелепи темно—коричневого кольору, а підборіддя — рожеве або червонувате. Від 4-х заочноямкових плям по шиї тягнуться світлі смуги. Карапакс коричневий з темними цяточками. Пластрон й перетинка жовто—помаранчеві з темними цяточками. Деякі частини кінцівок з червонуватим пігментом.

## Спосіб життя
Полюбляє потоки і дрібні струмки у лісистих місцинах. Зустрічається на висоті 100–400 м над рівнем моря. Харчується рибою, безхребетними, рослинами.
Самиця відкладає 2—6 білих довгастих яєць з тендітною шкаралупою.

## Розповсюдження
Мешкає на заході провінцій Гуандун та на сході Гуанчс, о. Хайнань (Китай), у центральному В'єтнамі й Лаосі.